# 16271 Duanenichols
A 16271 Duanenichols (ideiglenes jelöléssel 2000 JC55) a Naprendszer kisbolygóövében található aszteroida. A LINEAR projekt keretében fedezték fel 2000. május 6-án.